# Comitatul York, Pennsylvania
Comitatul York, conform originalului din engleză, York County (cod FIPS, 04 - 025), este unul din cele 67 de comitate ale statului american Pennsylvania, fiind situat în partea sudică a statului lui Penn. Conform datelor statistice ale recensământului din anul 2000, furnizate de United States Census Bureau, și actualizate în 2004, populația sa totală era de 401.613  de locuitori.
York County a fost creat la 19 august 1749 dintr-o parte a comitatului Lancaster, fiind numit fie după Decele de York, un patron timpuriu al familiei Penn, sau după orașul și comitatul (shire) omonim, York, din Anglia. Sediul comitatului este orașul omonim, York. GR6 Comitatul 
York este situat în Valea Susquehanna, o regiune fertilă a zonei cunoscute sub numele de South Central Pennsylvania (Pennsylvania central-sudică).

## Demografie
|  | Graficele sunt indisponibile din cauza unor probleme tehnice. Mai multe informații se găsesc la Phabricator și la wiki-ul MediaWiki. |

Date: Wikidata - grafică realizată de Wikipedia